# Childrenita
La childrenita es un mineral de la clase de los minerales fosfatos.

## Historia
La childrenita fue descubierta en 1823 por John George Children (1777–1852), destacado químico y mineralogista inglés. Este mineral secundario se encontró por primera vez en la mina George y Charlotte, cerca de Tavistock en Devon.

## Características químicas
Este mineral es el análogo con hierro de la eosforita (Mn2+AlPO4(OH)2·H2O), ambos son extremos de una serie de solución sólida, dando una familia de minerales por sustitución gradual del hierro por manganeso.
Además de los metales que lleva en su fórmula, suele llevar impurezas de calcio y de manganeso.

## Formación y yacimientos
Suele formarse en las pegmatitas de tipo granítico complejas, como la litiofilita y la trifilita, como mineral secundario producto de la alteración hidrotermal a baja temperatura de minerales primarios de fosfato.
Comúnmente se encuentra asociado a los minerales siguientes: siderita, cuarzo, pirita, apatita y turmalina.

## Usos
Suele extraerse en las minas unido a otros fosfatos o minerales de hierro.